# Convent dels Socors
El Convent de la Mare de Déu del Socors o Socós, també conegut com a Convent dels Socors al Carrer del Riu de la localitat de Xèrica, a la comarca de l'Alt Palància és un antic convent agustí d'estil renaixentista amb portada manierista que data de mitjans del segle xviii. Del convent només queda en l'actualitat l'església que és de propietat municipal. Està catalogat com bé immoble de rellevància local segons consta a la Direcció General de Patrimoni Artístic de la Generalitat Valenciana, amb codi identificatiu: 12.07.071-014.

## Arquitectura
L'església del convent presenta planta rectangular, amb nau central de quatre crugies amb absis. Les capelles que se situen a la banda de l'epístola són de profunditat variable, i en l'última intervenció s'han incorporat les capelles del costat de l'evangeli, que romanien separades en seguir formant part de les instal·lacions de les Antigues Escoles. A la primera crugia havia d'existir un cor elevat, ja que encara es poden observar les arrencades dels suports. Les voltes estavellades té la seva estructura en arcs faixons, tot i que el deteriorament de l'edifici va provocar que en les dues primeres crugies de la nau el sistema de coberta es feu mitjançant encavallades metàl·liques i cobriment de teulada inclinada a dues aigües mitjançant planxes de fibrociment.

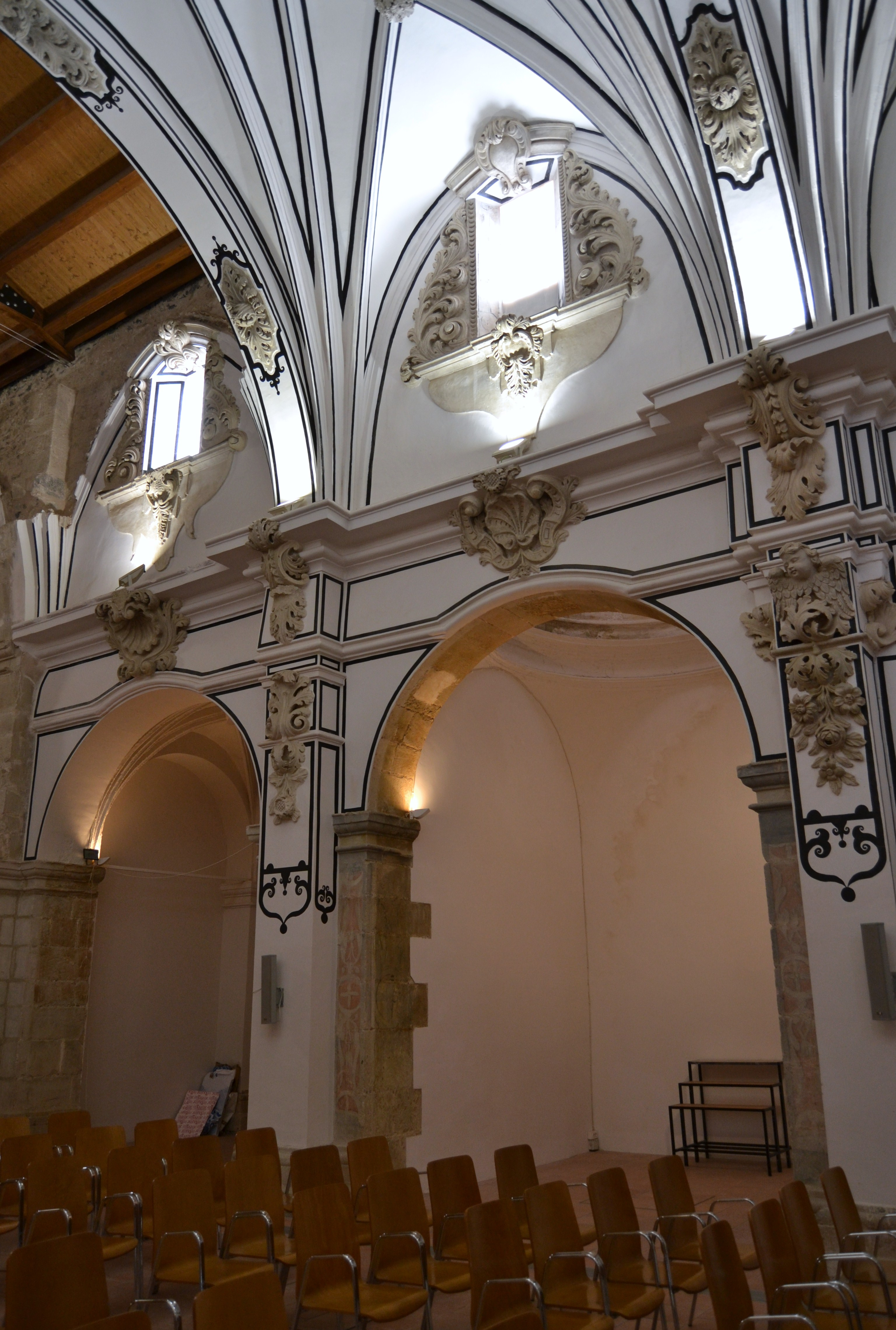
Capelles laterals
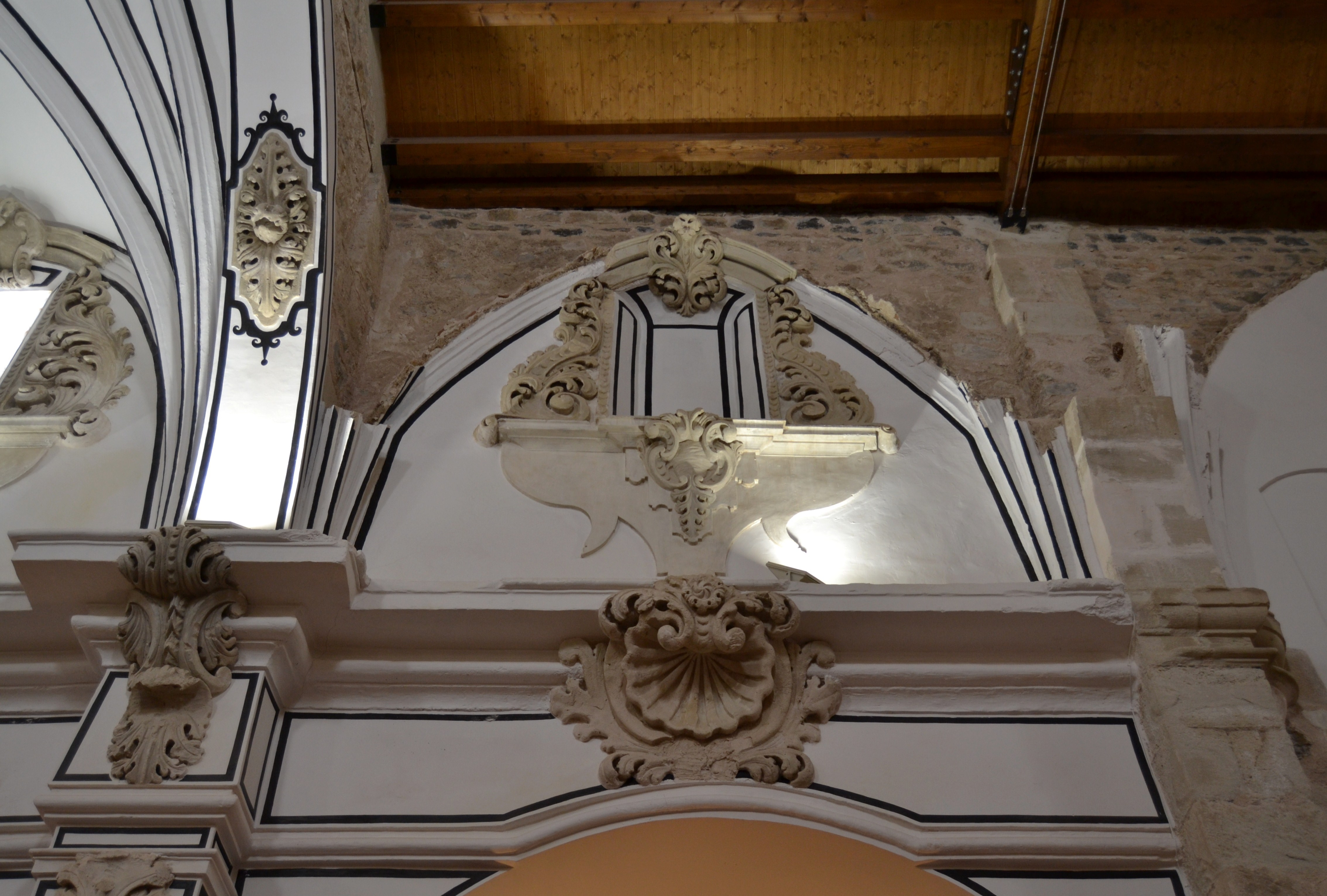
Finestra de l'església
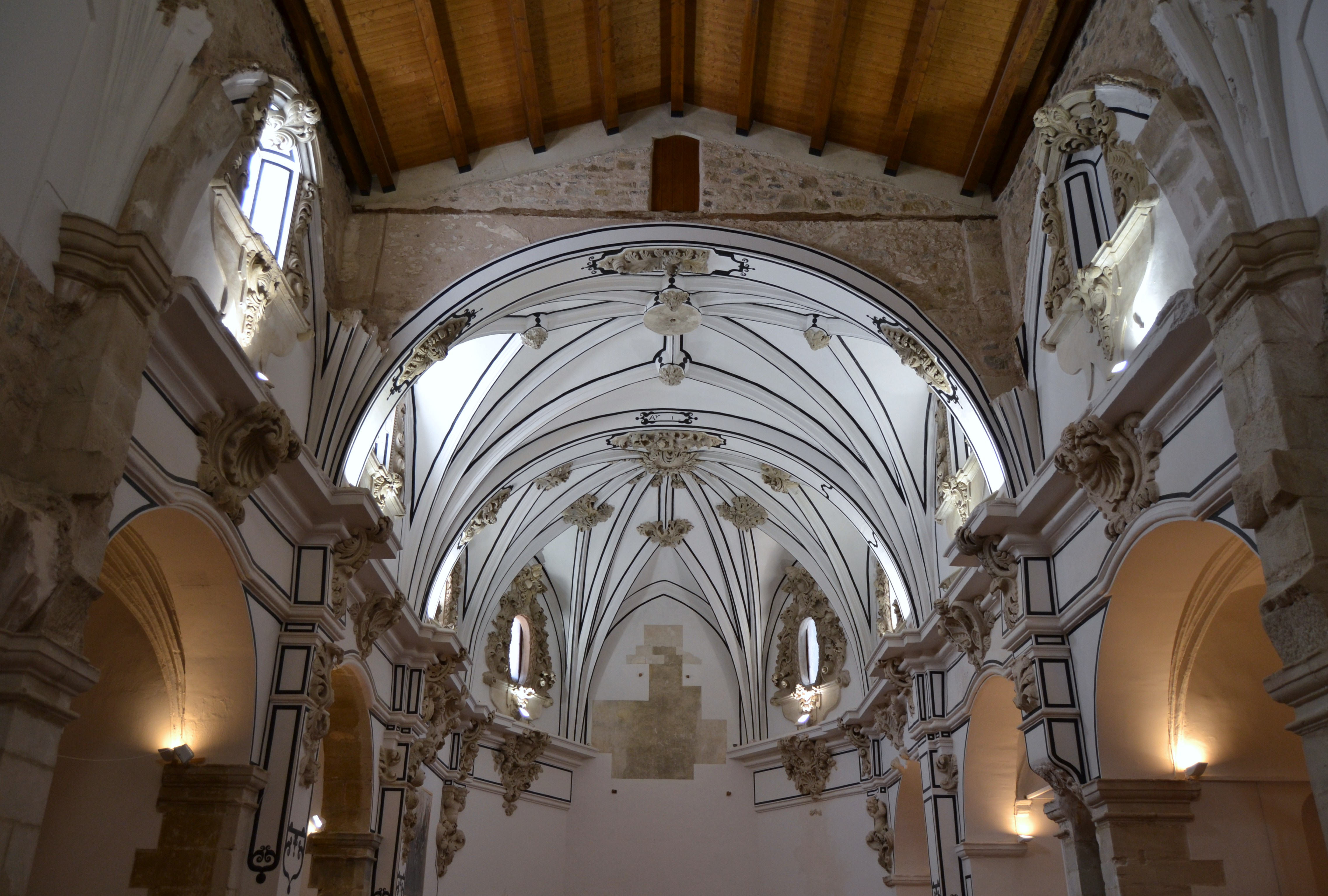
Il·luminació interior natural
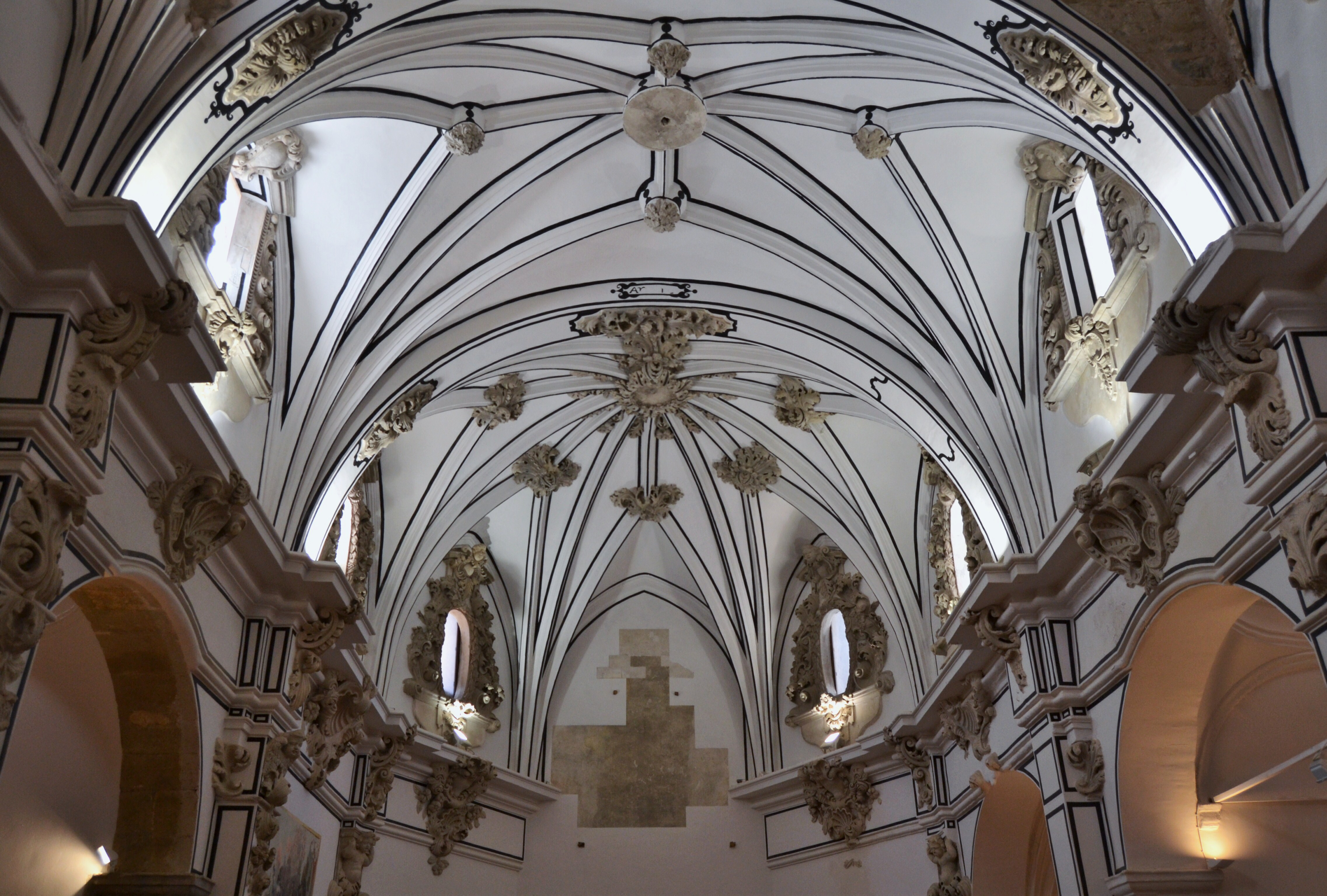
Il·luminació interior natural
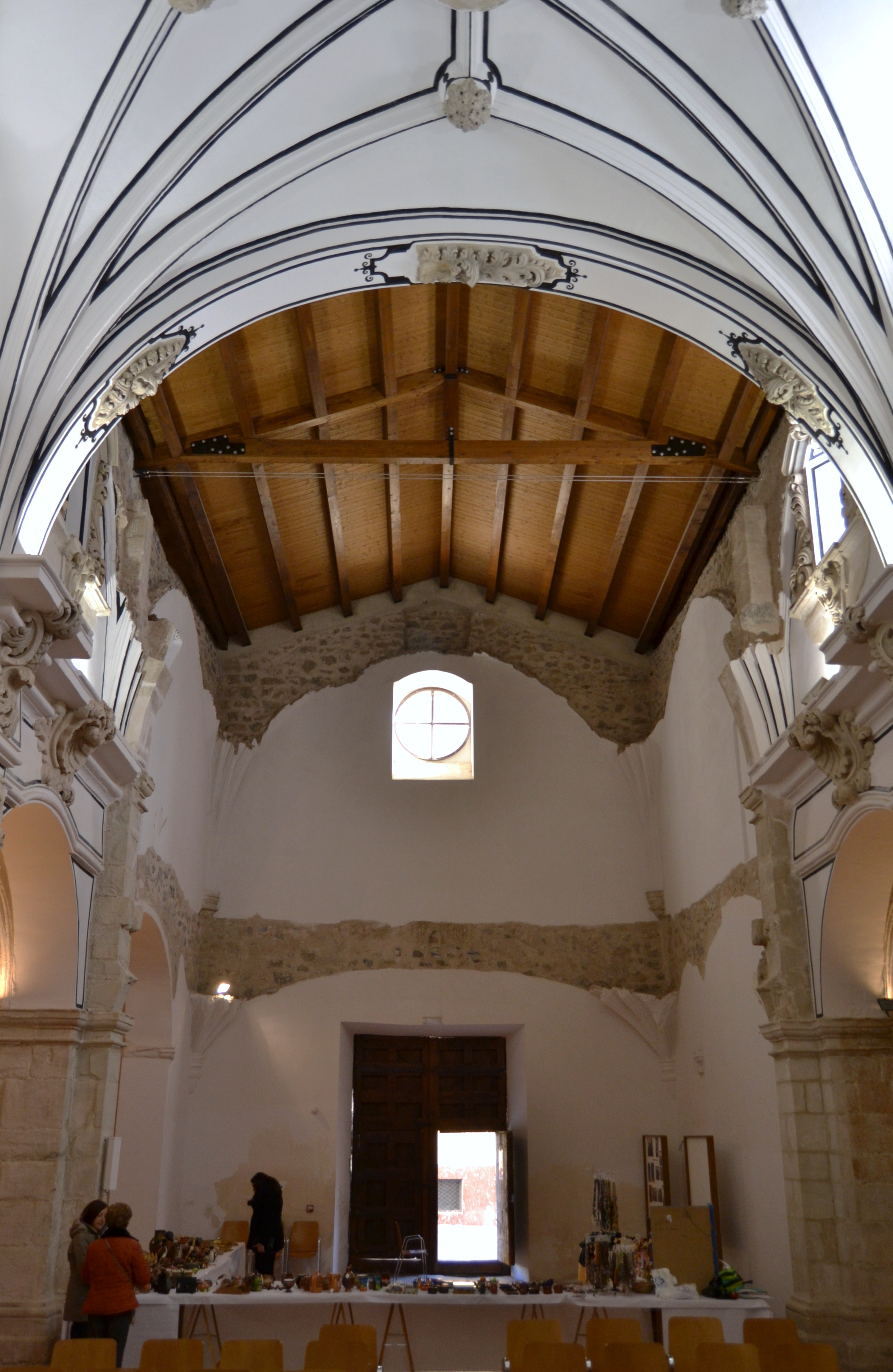
Vista cap als peus

Un sistema de buits distribuïts al llarg del cos superior donen a l'edifici una il·luminació natural. L'accés al temple es realitza als peus d'aquest, estant la porta d'entrada (datada 1748, segons la inscripció que hi apareix) molt mal conservada, potser pel material emprat en la seva construcció, gres. La seva estructura és d'arc de mig punt, flanquejat per columnes adossades en parelles, amb fust acanalat. Per les característiques que presenta es podria deduir que en un primer moment la porta havia d'estar rematada amb frontó partit i una fornícula, protegida per frontó i timpà. A més, en l'eix presenta un cercle que proporciona il·luminació a la zona que va haver d'ocupar el cor.

## Història
El 7 d'octubre de 1570, Fra Rodrigo de Solís funda el Convent del Socors, de l'orde dels agustins, però es creu que no disposava del necessari permís del clergat, de manera que es va encarregar de la defensa de la seva jurisdicció i drets Francesc del Vayo.
Segons es desprèn dels "Informes del Bisbe Ginés de Vasanova sobre l'estat de la Diòcesi de Sogorb", al segle xvii, en concret en 1625 i 1635, es parla de l'existència de dos convents del Socós, un pertanyent a l'orde dels agustins, mentre que l'altre seria dels Caputxins. I la mateixa informació es desprèn dels informes aportats pel Bisbe Serrano de Sotomayor al papa Innocenci X entre els anys 1640-1646, pel que fa a dos convents d'homes un ermitans de Sant Agustí i un altre de Caputxins.
En temps de la desamortització de Mendizábal (1836-1845) el convent dels Agustins de Xèrica va ser cedit pel Govern perquè s'utilitzés com a "Casa d'Ajuntament", per totes les seves dependències, permetent el manteniment de l'església com a temple obert al culte. Segons autors com Ferrer i Julve, una part de les instal·lacions conventuals van ser utilitzades com a escola, mentre que d'altres van servir per a altres menesters, sent fins i tot teatre. Ja en aquests moments l'estat de conservació de l'església de la torre amenaçava ruïnes.
Així, l'antic Convent d'Agustins del Socors, que va ser erigit durant el segle xvi a la part d'extramurs de la població de Xèrica, durant el conflicte bèl·lic del 36 l'església conventual, que era del poc que quedava del convent en aquell moment, va ser saquejada i destruïda, encara que no totalment.
Més tard va passar a ser propietat de la Cambra Agrària de Xèrica, que va acabar servint als equips com a magatzem; però a finals del segle XX torna a passar a mans de l'Ajuntament de Jérica que va decidir almenys condicionar per poder utilitzar el seu interior com a sala de concerts, per a xerrades i ponències, exposicions, etc.

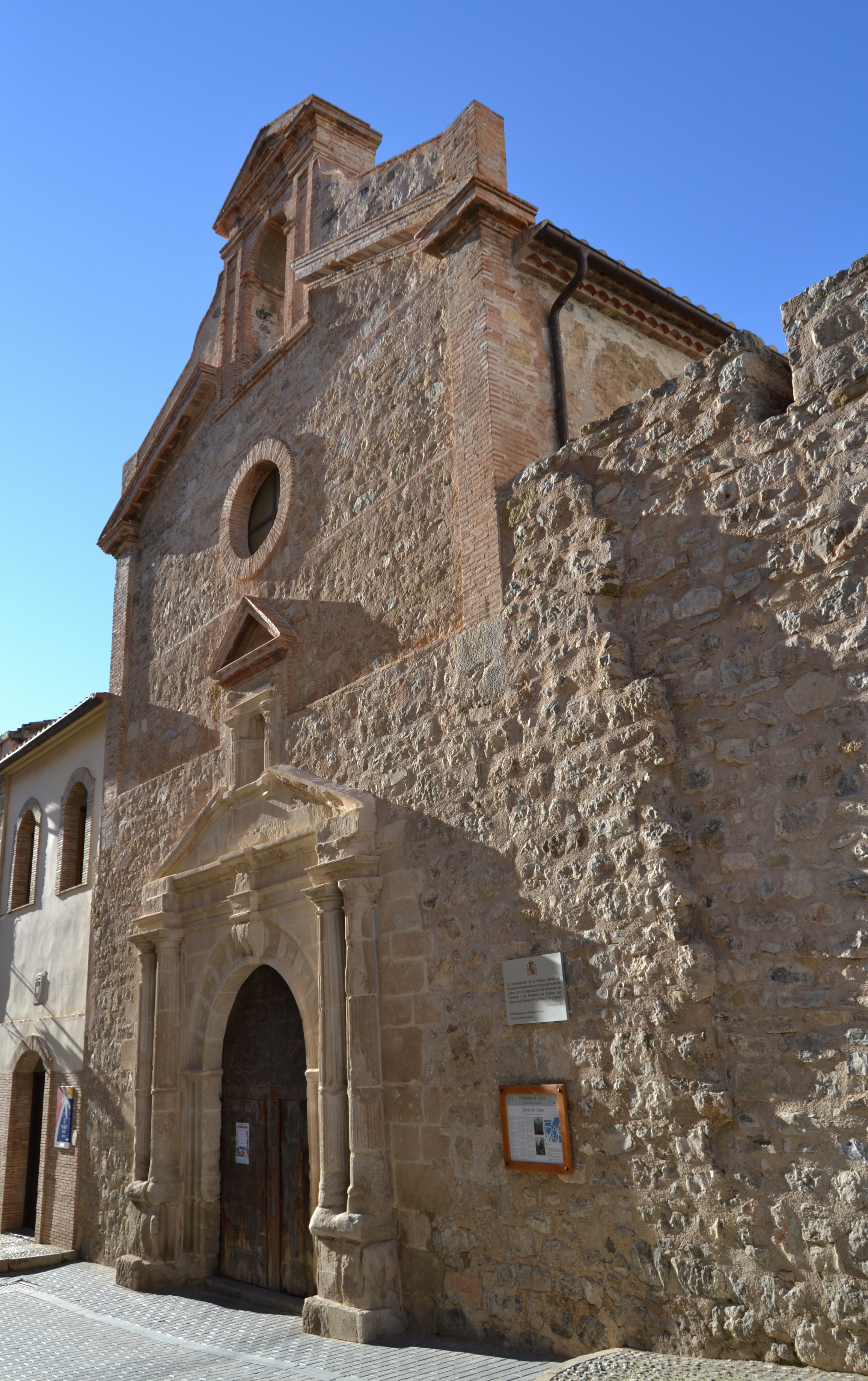
Façana principal
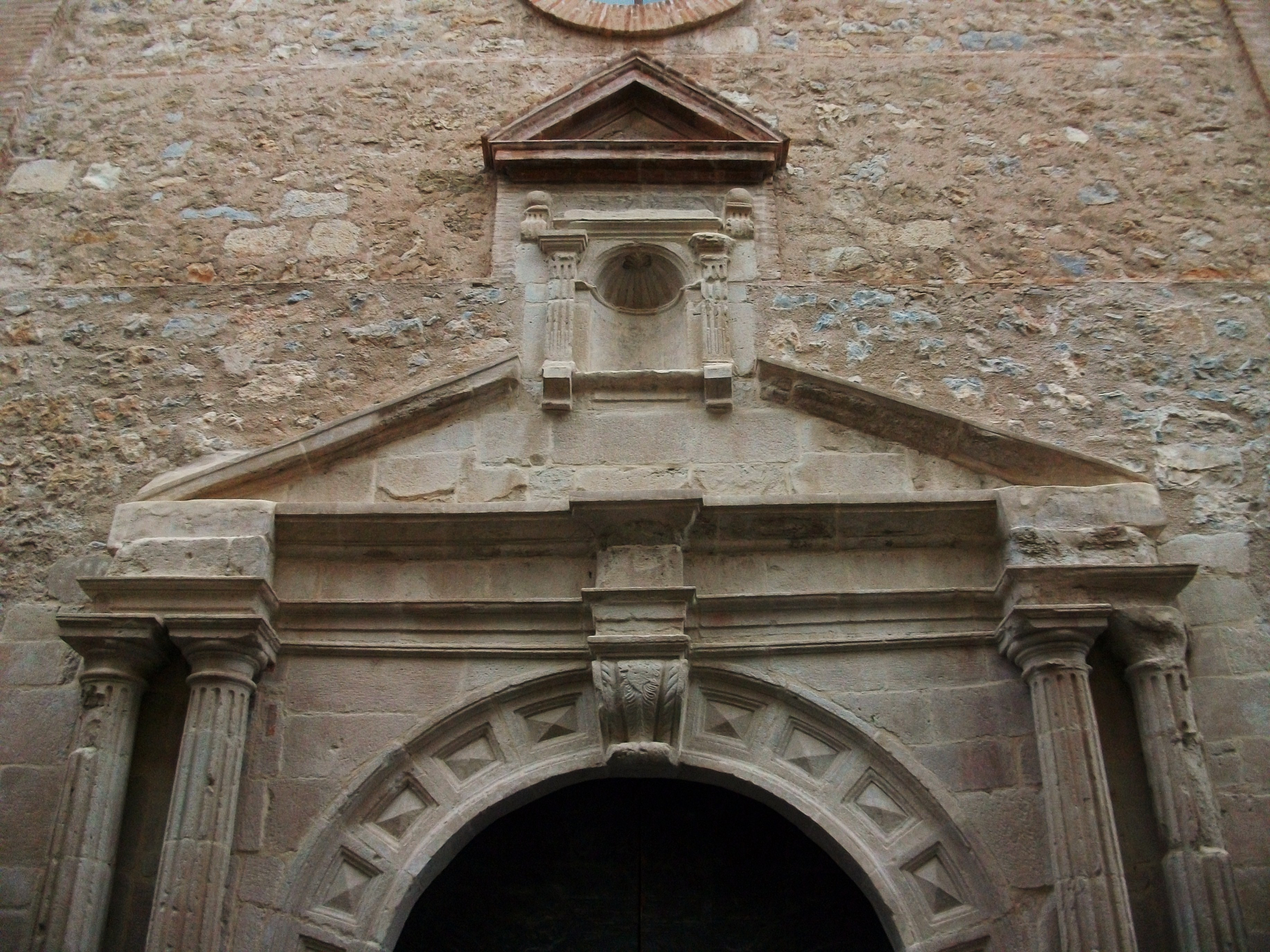
Portada
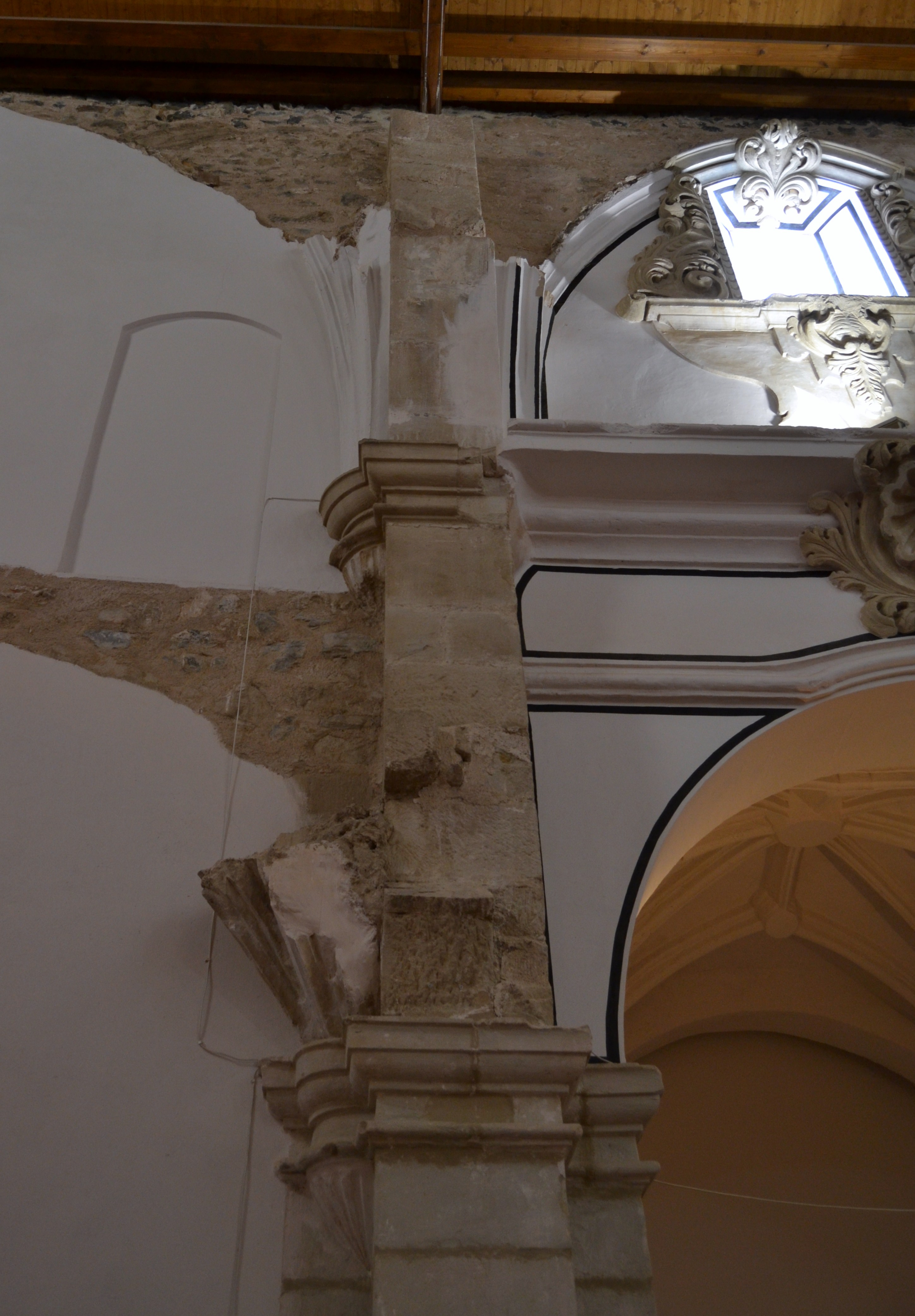
Pilastra
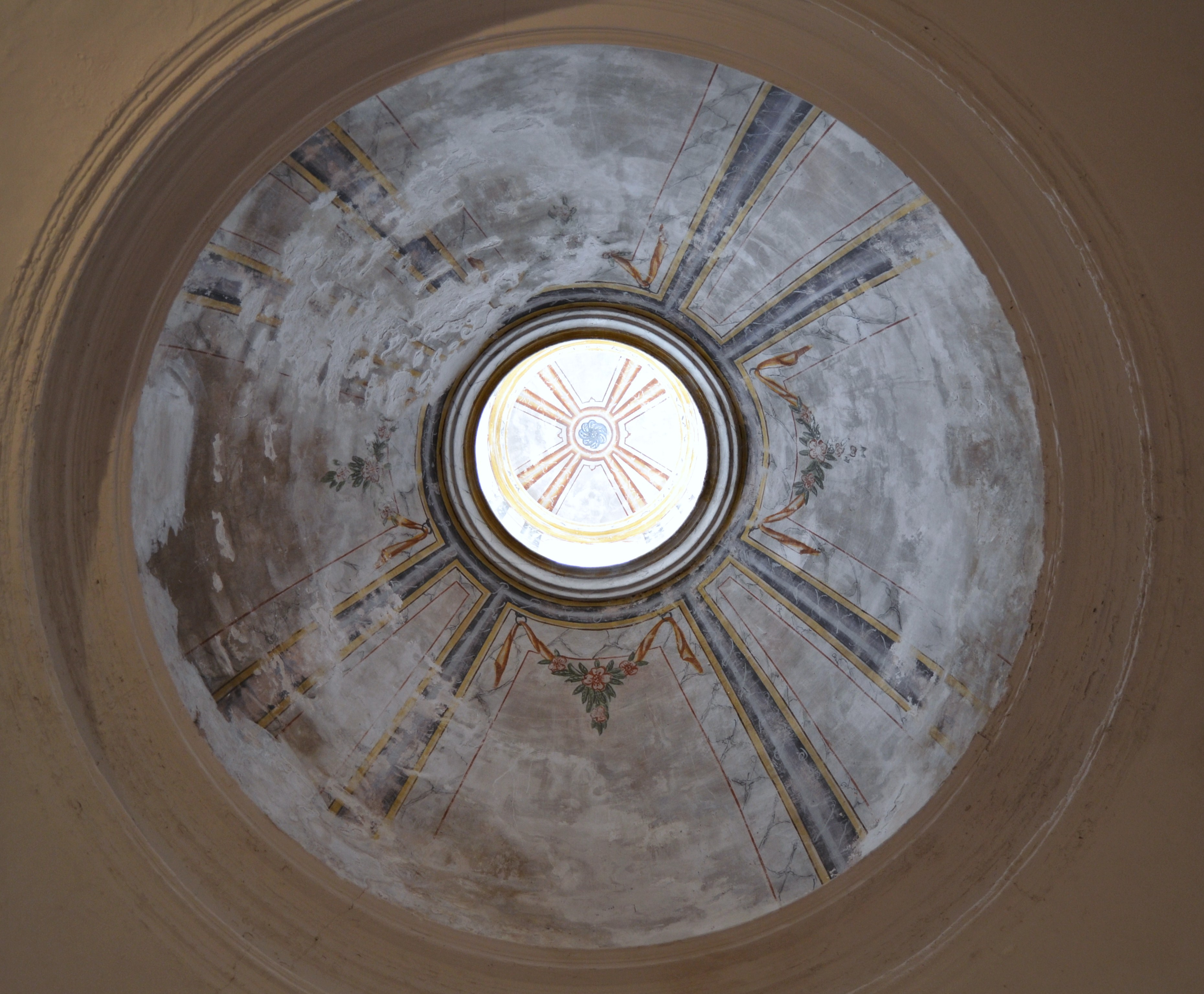
Cúpula capella lateral
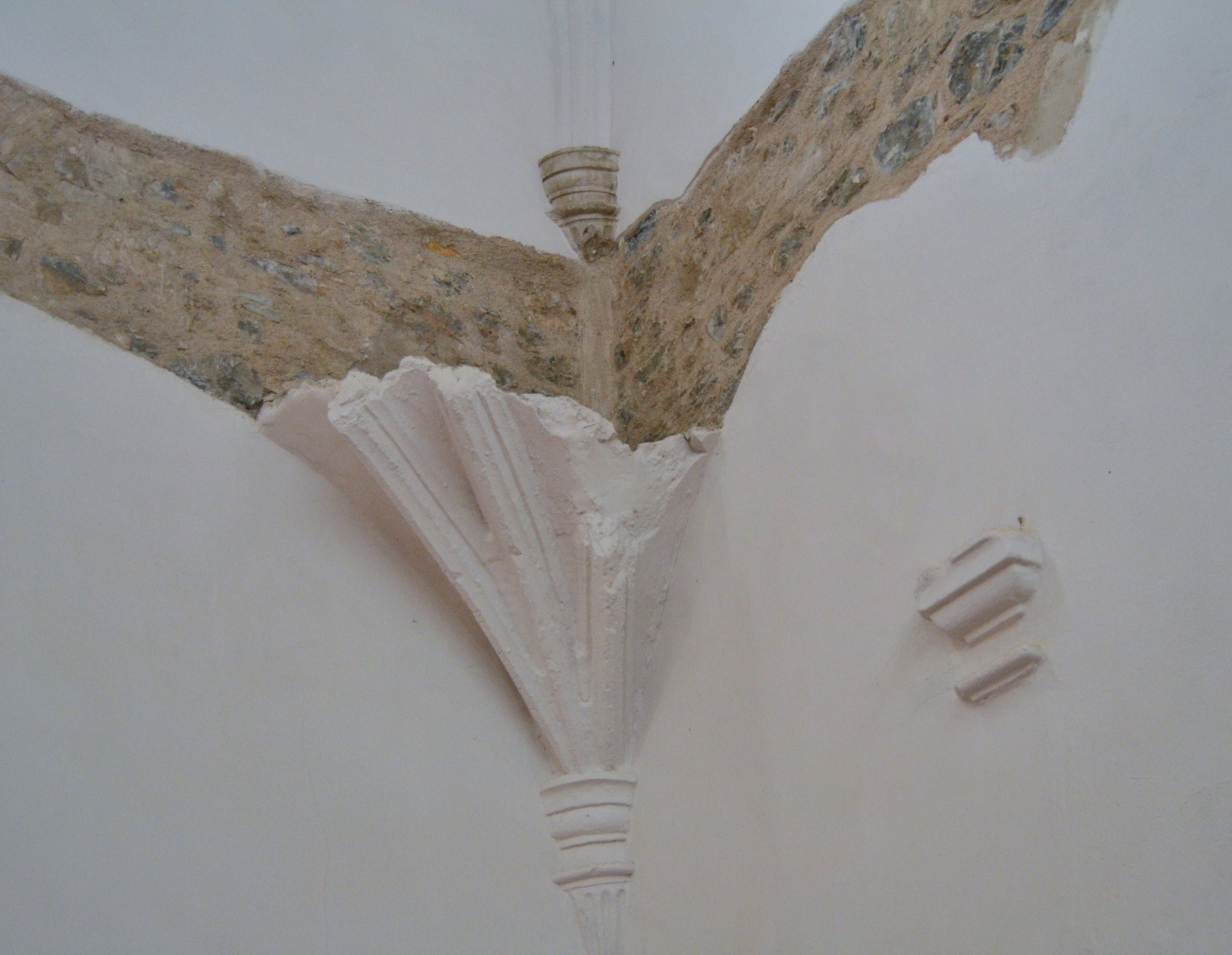
Arrancada d'arcs

L'any 2007 es porta a terme un procés de restauració de l'edifici de l'església que va recuperar el seu estat anterior a la Guerra Civil. En aquesta intervenció es va reconstruir el sòl, es van pintar les parets i cúpules, com van haver d'estar des de l'última reforma que es va dur a terme durant el segle xviii, moment en què es va produir la seva "barroquització", incloent profusió de guixeries, amb fulles, rocalles i altres elements després daurats.

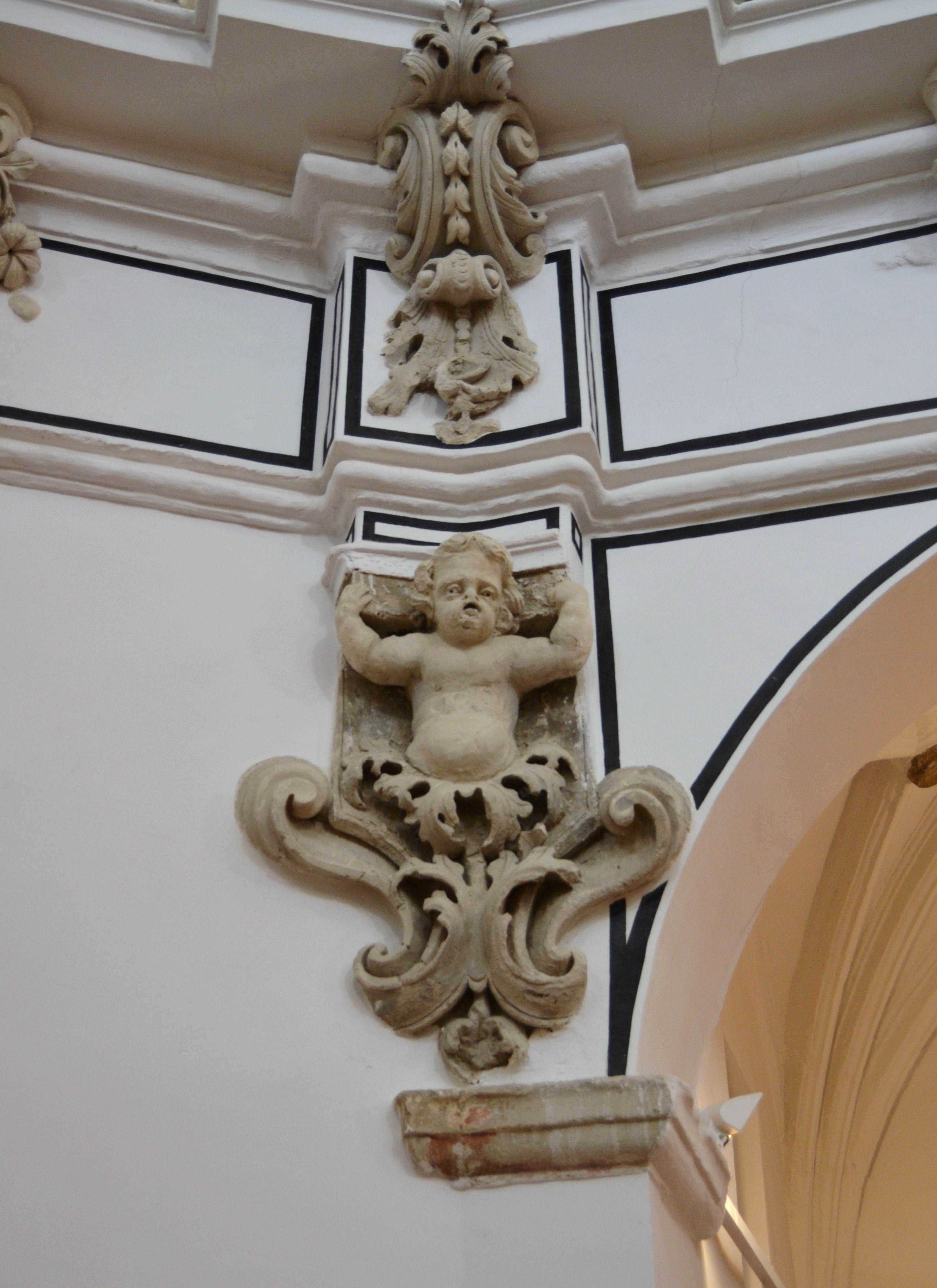
Detall pilastra
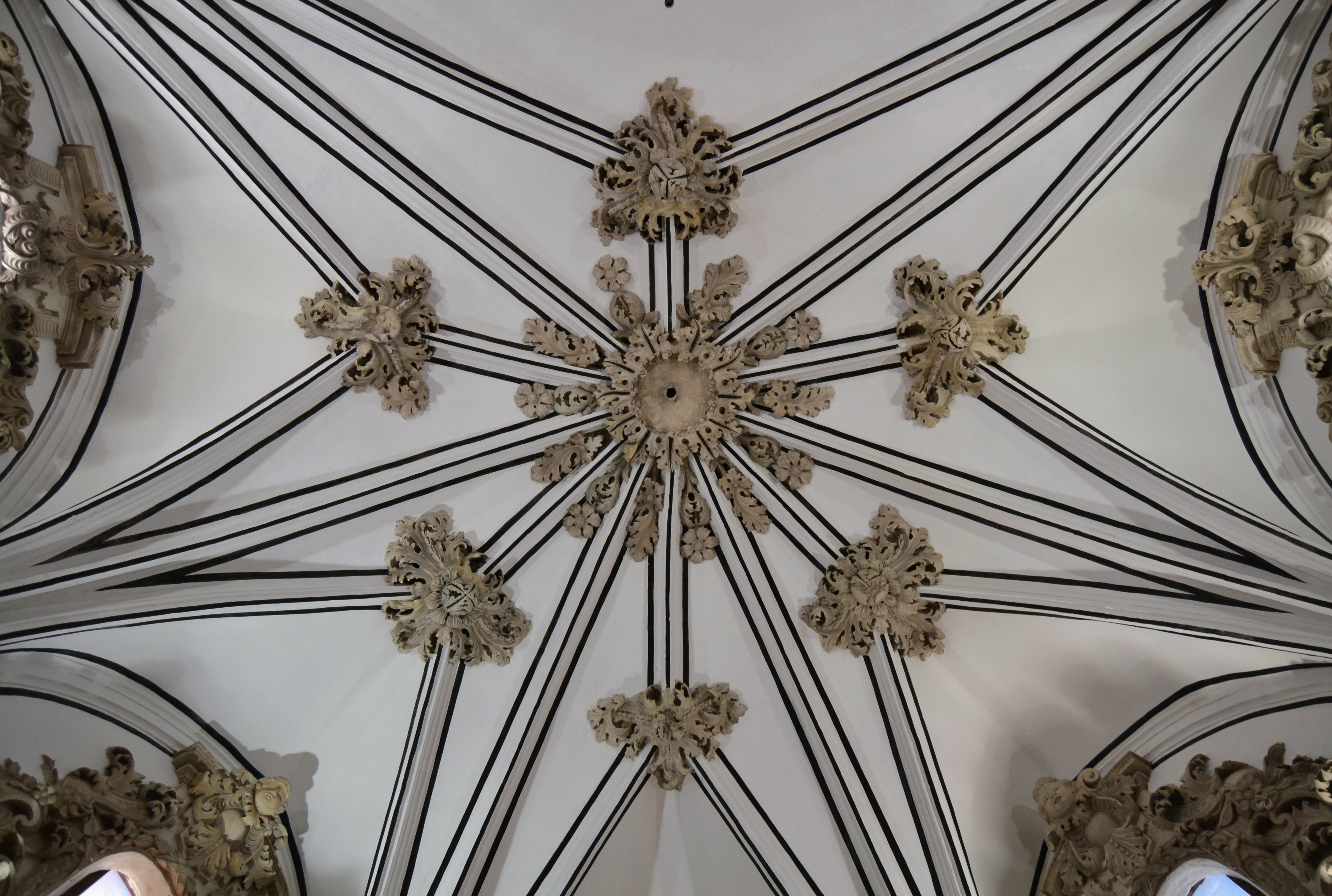
Volta del presbiteri
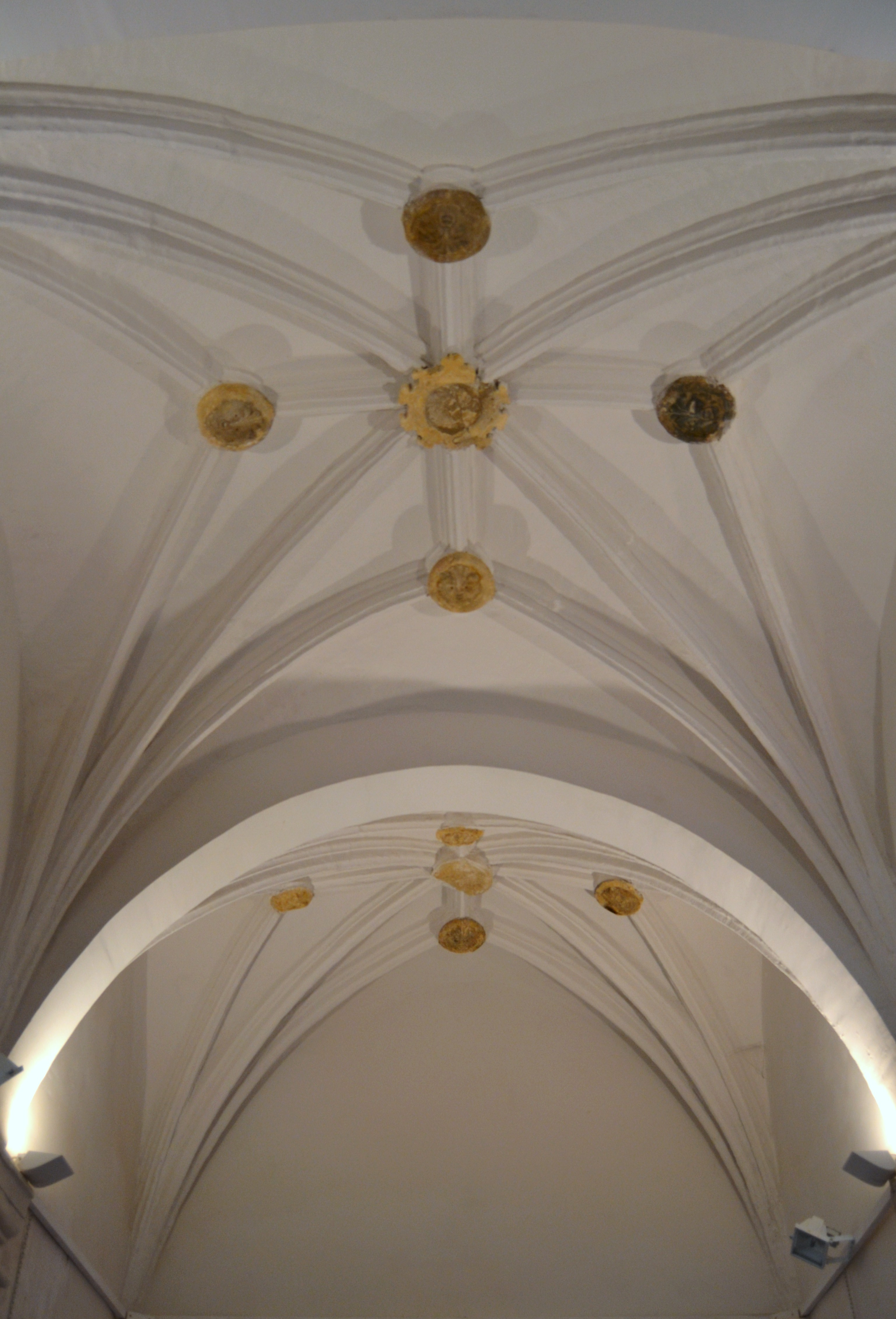
Volta de l'església
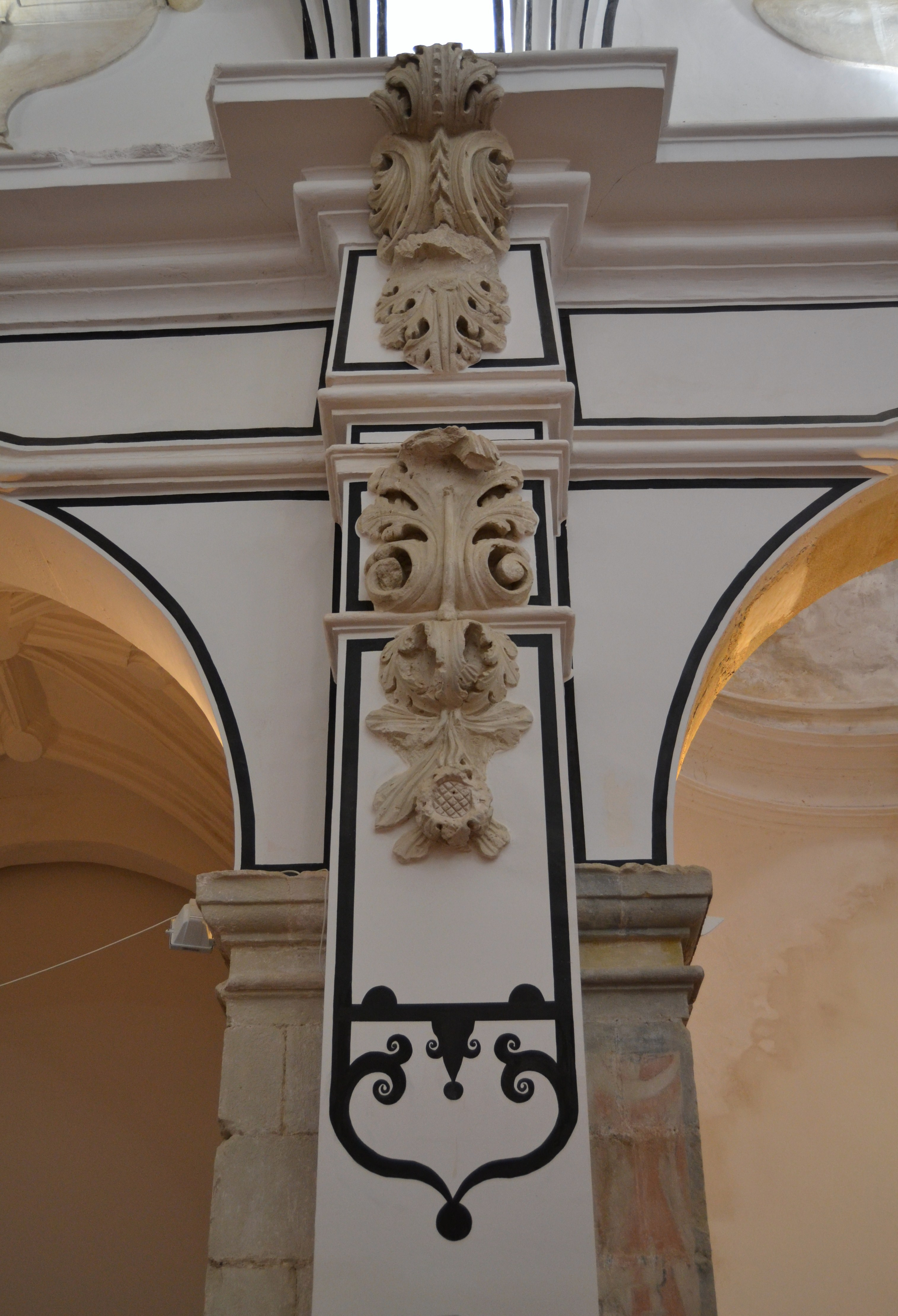
Decoració pilastra

Com a curiositat, cal assenyalar que l'equip de restauradors va recuperar un fresc, que es trobava pintat sobre de la porta de la sagristia l'existència era desconeixia. En aquest fresc apareixen Sant Agustí (que és el titular de l'església), Santa Mònica i es creu que Sant Ambròs. Actualment constitueix el Centre Soci-Cultural "El Socós", i en ell es realitzen una varietat d'actes de caràcter cultural.